# Марёвка
Марёвка — река в Тверской и Новгородской областях России. Протекает по территории Пеновского и Марёвского районов. Длина — 43 км. Площадь водосборного бассейна — 397 км².
Принадлежит бассейну Балтийского моря. Берёт начало в лесном озере Алхимцево в районе деревни Малый Бохот. Озеро Алхимцево расположено у водораздела с бассейном Волги, до реки Колша менее 1,5 километра. В окрестностях деревни Усть-Марёво справа впадает в реку Полу. Около устья (напротив деревни Черенки) ширина реки — 7 метров, глубина — 0,5 м. Высота устья — 72,8 м над уровнем моря.
В верховье протекает по малонаселённой болотистой местности.
Крупнейший населённый пункт, стоящий на Марёвке — районный центр село Марёво. Кроме него на реке находятся деревни Малый Бохот, Брод, Горяево, Антаново, Сухоногово, Заборовье, Шики, Борисово, Красный Бор, Казаровщина, Большие Жабны, Дуброво, Нагривье, Черенки, Усть-Марёво.
Основные притоки: Старица и Озеречня.